# Parafia św. Andrzeja Boboli w Wytycznie
Parafia św. Andrzeja Boboli w Wytycznie – parafia rzymskokatolicka w Wytycznie.
Parafia erygowana w 1882. Kościół drewniany, wybudowany w latach 1947-1949. 

## Zasięg parafii
Do parafii należą wierni z miejscowości: Wytyczno wieś i kolonia, Dominiczyn, Helenin, Lubowierz, Michałów oraz Wólka Wytycka.